# Мамай-Кайинди
Мама́й-Кайинди́ (каз. Мамай-Қайыңды) — село у складі району Турара Рискулова Жамбильської області Казахстану. Входить до складу Кайиндинського сільського округу.
У радянські часи село називалось Мамай-Каїнди.
Населення — 241 особа (2021; 217 у 2009, 272 у 1999, 310 у 1989).